# Вікторія Сіті (футбольний клуб)
Футбольний клуб «Вікторія Сіті» (англ. Victoria City Athletic Club) — колишній сейшельський професійний футбольний клуб з міста Вікторія, який грав у Першому дивізіоні Сейшельських Островів.

## Історія
Спочатку клуб називався «Реал Бойз». У сезоні 2014 року назву клубу було змінено на «Вікторія Сіті», і клуб розпочав виступи в третьому дивізіоні країни. Згодом клуб було переведено до другого дивізіону після сезону 2014 року на основі гри «Реал Бойз» у цьому сезоні. Після половини свого першого сезону в другому дивізіоні клуб перебував у середині таблиці з шансом піднятися до найвищого дивізіону. На початку сезону 2016 року клуб все ще грав у другому дивізіоні. У цьому сезоні «Вікторія Сіті» також перемогла клуб «О-Кеп», і виграла Кубок групи «PillayR».
У 2017 році клуб посів перше місце у другому дивізіоні, та вперше отримав підвищення до Першого дивізіону Сейшельських Островів. У грудні 2019 року Сейшельська федерація футболу повідомила, що команда «Вікторія Сіті» більше не зареєстрована у федерації. Членство клубу було анульовано після того, як він програв матч чемпіонату клубу «Кот д'Ор», і повідомив федерацію, що не зіграє наступний кубковий матч. Відповідно до статуту федерації, клуб виключається на сезон після поразки у двох матчах. У травні 2020 року було оголошено, що клуб «Вікторія Сіті» припинив роботу, частково через епідемію коронавірусної хвороби на Сейшельських Островах.

## Стадіон
Команда грала на стадіоні «Стад Лініте» місткістю 10 тисяч місць.